# Fabian Gustaf Åkerhielm
Fabian Gustaf Åkerhielm, född 31 januari 1792 på Brolunda, död 17 maj 1869 i Stockholm var en svensk militär. 
Han var son till löjtnanten Gustaf Fredrik Åkerhielm (1757–1811) och Ebba Gustava Bergenstråhle (1767-1837) som var dotter till hovrättsrådet Rudman Bergenstråhle (1724-1813).
Åkerhielm blev sergeant vid andra finaka gardesregementet 1793 och var sergeant vid änkedrottningens livregemente 1806. Han blev fänrik vid Närkes och Värmlands regemente 1808 där han följde med regementets medverkan i kriget mot Danmark och Norge samma år,  han var där med i striderna vid Lier och Magnor. Han blev löjtnant i armén 1809 och vid Närkes regemente 1812. Åkerhielm medverkade i kriget i Tyskland 1813 och deltog i slagen vid Grossbeeren, Dennewitz och Leipzig, han medverkade även i fälttåget mot Norge 1814. Han erhöll avsked från regementet 1817 och medverkade som frivillig i det Greklands frihetskrig 1821. Han blev allvarligt skadad  vid stormningen av Akropolis 28 april 1822 och tilldelades GrFrO:s tapperhetsmedalj med lagerkrans. Efter återkomsten från Grekland 1825 utnämndes han till placemajor på Karlsborgs fästning 1826 och han blev kapten i armén 1827. Åkerhielm tilldelades guldmedaljen för tapperhet i fält och Karl XIV Johan:s medalj. Delar av hans upplevelser under hans deltagande i Greklands frihetskrig finns beskrivet i Birger Schöldströms bok 
Damer och knektar, minnen och anteckningar från 1902 Libris 1728354. Hans slaglåsstudsare med orientalisk pipa med påskrift Athen 1822 finns bevarad vid Livrustkammaren.